# Hesperophanoschema hirsutum
Hesperophanoschema hirsutum is een keversoort uit de familie boktorren (Cerambycidae). De wetenschappelijke naam van de soort is voor het eerst geldig gepubliceerd in 1970 door Zajciw.